# 문화철학 (책)
《문화철학》(러시아어: Философия Культуры)은 러시아의 철학자 모이세이 카간이 1996년에 출간한 철학서이다.

## 작품 소개
소비에트 체제의 붕괴 이후 러시아 철학계에서는 마르크스주의에 기초한 전일주의적 사상을 받아들이지 않는 움직임이 강했다. 그러나 혼란스러운 사회현상조차도 상호작용의 질서 속에서 움직인다는 견해를 가진 학자들은 전체와 부분의 관계에 대한 고민을 멈추지 않았다. 이 책의 저자 모이세이 카간은 문화를 사회의 종속 개념으로 보았던 러시아에서 문화 자체에 대한 연구를 새롭게 정립했다. 난제에 대한 카간의 새로운 시도를 이 책을 통해 엿볼 수 있다.

## 문화의 재정의
문화사와 문화 이론의 핵심 과제 가운데 하나는 문화의 개념 규정에 있다고 할 것이다. 문화의 정의에 따라 연구 대상의 범위와 내용이 정해지기 때문이다. <문화철학>에서 카간은 문화를 존재의 한 형태이자, 인간 활동에 의해 형성된 ‘사회적 유전’ 기제로 정의한다. 동물의 행동이 이미 프로그램화되어 있고 생물학적으로 유전된다면, 인간의 활동은 유전된 본능뿐 아니라 인간 외부에 존재하는 정신적·물질적 대상의 습득 및 타인과의 의사소통을 통해 이루어진다는 면에서 그 차이가 있다. 즉, 인간 활동의 산물은 인간 외부의 존재로 대상화되고, 그 산물은 세대에서 세대로 전달되며, 인간은 그 대상물에 담긴 ‘문화’를 습득하는 동시에 창조하는 주체로 거듭난다. 다시 말해서, 문화는 대상화와 의사소통 활동에서 드러나는 인간의 자질, 인간의 활동 방식, 그리고 인간 외부에 존재하는 인간의 모든 창조물을 아우르며, 인간을 창조의 주체로 만드는 동시에, 역으로 그 창조물들을 통해 ‘인간’을 형성하는 사회적 유전 기제인 것이다. 카간은 이와 같이 문화를 특정 사물들의 집합, 가치, 제의, 양식, 정신, 상징 등의 세부 대상으로 환원하지 않는다. 저자는 문화를 내적 구성물 및 그 연관 관계에 의해 형성되는 체계로, 또 존재의 한 형태로 보고, 또 다른 존재 체계인 자연, 인간, 사회와 문화의 상호작용 양상을 <문화철학>에서 다루고 있다.

## 시너제틱 방법론
시너제닉이란 스스로 발전하는 체계의 조직 원리를 연구하는 학문이라고 간단하게 정의할 수 있다. 복잡한 요소들로 구성된 체계의 구조와 기능 및 그 발전 원리를 연구하는 학문으로서, 체계론, 구조주의, 기능주의와 같은 접근법 및 열역학 제2법칙의 성과를 바탕으로 체계 발전의 비선형성을 강조한다. 러시아 학계에서 이것은 자연과학과 인문과학을 망라하는 통섭적 연구 방법론으로 발전했다. 이와 같은 통섭 연구 방법론을 문화 분야에 적용한 사례가 모이세이 카간의 ≪문화철학≫이다. 이 책의 3부에서는 문화사를 다루고 있는데, 시너제틱의 연구 방법론을 인류 문화사의 발전 단계에 실제로 적용해 보이고 있다. 카간은 문화가 외부 체계와의 상호작용을 견지하면서도 그 발전의 논리는 내부에 있다는 자가 발전론을 주장하면서, 사회, 혹은 인간과도 다른 문화의 독자성을 강조한다. 인류 문화의 보편성을 거부하고, 각 민족 문화의 독자성을 강조한 슈펭글러의 문화관과는 달리 카간은 인류 문화를 통괄하는 발전 논리를 파악하고자 시도한다. 그러나 동시에 인간 문화사가 한 방향으로 진행된 것은 아니며, 오히려 비선형적 발전 원칙에 따라 전개된다는 관점을 고수함으로써 단일한 진화론적 문화발전론의 한계를 지적한다. 

## 서지 정보
- 이혜승 역, 2009년, 지식을만드는지식[깨진 링크(과거 내용 찾기)] ISBN 978-89-6406-368-2